# 요나 요나 펭귄
《요나 요나 펭귄》(일본어: よなよなペンギン)는 2009년 공개된 일본의 애니메이션 영화이다.

## 줄거리
펭귄도 하늘을 날수 있다고 믿으며 매일 밤 펭귄 옷을 입고 하늘을 나는 연습을 하는 소녀 코코. 하늘에서 떨어진 황금날개를 줍게 된 코코는 그날 밤 요정 ‘깨비’의 초대로 도깨비 마을로의 모험을 떠나게 된다. 그러나, 상상했던 신나는 모험은 그만! 마왕으로부터 도깨비마을을 구해야만 하는 처지에 놓이게 된 코코와 요정 깨비 그리고 마왕의 부하가 되어버린 아기천사 포비는 ‘도깨비마을 구출 작전’을 시작하게 되는데...

## 한국판 성우진
- 서신애 - 코코 역
- 김경식 - 포비 역
- 온영삼 - 파라케케 역

## 같이 보기
- 컴퓨터 애니메이션 영화 목록